# Zračni vagon
Zračni vagon je bio eksperimentalni ultra brzi motorni vlak. Pokretao ga je zrakoplovni motor i propeler, što do te godine svijet nije vidio. Ovaj vlak izum je ruskog inženjera i komunista porijeklom iz Latvije, Valeriana Abakovskoga. Valerian je zamislio ovaj vlak kao vozilo koje će prevoziti putnike, uglavnom sovjetske dužnosnike i elitu.
Dana 24. srpnja 1921. godine, zračni vagon doživio je nesreću. Tog kobnog dana grupa komunista vođena od strane Fyodora Sergeyeva (inače vrlo bliskog Staljinovog prijatelja) uzela je zračni vagon i odlučila ga testirati. Kao test, uzeli su rutu Moskva-Tula. Prvi dio puta (oko 145 km) prošao je sasvim u redu, ali na povratku u Moskvu vlak je izletio s tračnica zbog velike brzine. Svi putnici (John Freeman, Oskar Heilbrich, John William Hewlett, Fyodor Sergeye, Otto Strupat) su na mjestu poginuli, uključujući Valeriana Abakovskog koji je tad imao samo 25 godina.